# Campionato europeo femminile di pallacanestro Under-16 Division C 2010
Il Campionato europeo femminile di pallacanestro Under-16 2010 di Division C (noto anche come FIBA U16 Women's European Championship Division C 2010) si è svolto in Andorra ad Andorra la Vella.

## Squadre partecipanti
- Albania
- Cipro
- Gibilterra

- Malta
- Monaco
- Scozia

## Svolgimento

### Prima Fase

#### Gruppo A
| Pos | Squadra | G | V | P | PF  | PS  | DP  | Pt |
| --- | ------- | - | - | - | --- | --- | --- | -- |
| 1   | Scozia  | 2 | 2 | 0 | 132 | 68  | +64 | 4  |
| 2   | Monaco  | 2 | 1 | 1 | 87  | 105 | −18 | 3  |
| 3   | Malta   | 2 | 0 | 2 | 70  | 116 | −46 | 2  |

| Andorra la Vella 26 luglio 2010 | Monaco | 37 – 66 | Scozia |  |

| Andorra la Vella 27 luglio 2010 | Malta | 39 – 50 | Monaco |  |

| Andorra la Vella 28 luglio 2010 | Scozia | 66 – 31 | Malta |  |

#### Group B
| Pos | Squadra    | G | V | P | PF | PS | DP  | Pt |
| --- | ---------- | - | - | - | -- | -- | --- | -- |
| 1   | Scozia     | 2 | 2 | 0 | 97 | 62 | +35 | 4  |
| 2   | Cipro      | 2 | 1 | 1 | 63 | 77 | −14 | 3  |
| 3   | Gibilterra | 2 | 0 | 2 | 62 | 83 | −21 | 2  |

| Andorra la Vella 26 luglio 2010 | Andorra | 51 – 31 | Gibilterra |  |

| Andorra la Vella 27 luglio 2010 | Gibilterra | 31 – 32 | Cipro |  |

| Andorra la Vella 28 luglio 2010 | Cipro | 31 – 46 | Andorra |  |

### Seconda Fase

#### Quarti di Finale
| Andorra la Vella 29 luglio 2010 | Monaco | 51 – 32 | Gibilterra |  |

| Andorra la Vella 29 luglio 2010 | Cipro | 51 – 40 | Malta |  |

#### Semifinali
| Andorra la Vella 30 luglio 2010 | Scozia | 82 – 28 | Cipro |  |

| Andorra la Vella 30 luglio 2010 | Andorra | 36 – 37 | Monaco |  |

#### Finali
- 5º - 6º posto

| Andorra la Vella 30 luglio 2010 | Gibilterra | 22 – 50 | Malta |  |

- 3º - 4º posto

| Andorra la Vella 31 luglio 2010 | Cipro | 36 – 49 | Andorra |  |

- 1º - 2º posto

| Andorra la Vella 31 luglio 2010 | Scozia | 95 – 32 | Monaco |  |

## Classifica finale
| Pos     | Team       |  |
| ------- | ---------- |  |
| Oro     | Scozia     |  |
| Argento | Monaco     |  |
| Bronzo  | Andorra    |  |
| 4.      | Cipro      |  |
| 5.      | Malta      |  |
| 6.      | Gibilterra |  |